# 澳洲駐香港總領事館
澳洲駐香港總領事館（英語：Australian Consulate General Hong Kong；）位於香港灣仔港灣道25號海港中心23-24樓，是澳洲在香港及澳門的外交代表機構，是澳洲驻中华人民共和国境内的五座使領館之一（其餘為北京、上海、成都及廣州）。 香港回歸前與澳洲同為英聯邦成員之一，因此當時澳洲駐港總領事館於1986年以前稱為澳洲專員公署，直至1986年1月1日改為現稱。 在1946至1972年期間，澳洲政府駐港代表稱為澳洲貿易專員公署。
因應香港及澳門在中華人民共和國內擁有特別行政區的地位，澳洲駐港總領事館與其他澳洲駐外國使領館一樣，直屬澳洲外交貿易部。

## 歷史
澳洲貿易專員公署早於1930年代由澳洲政府委派官員 Joseph Lyons 創立。1933年8月30日，澳洲商務部長 Frederick Stewart 得到內閣批准在亞洲設立貿易專員，香港及荷屬東印度被認為是最合適的地點。 縱使如此，當時的澳洲司法部長及外交部長因需要再次考慮澳洲在遠東地區進行貿易往來的迫切性，而暫緩委任專員一職。 但當澳洲外交部長訪問香港時，從澳洲商家口中得知在船務物流上缺乏協調。 最後，澳洲貿易專員公署於1946年成立，在未有正式外交駐港機構的情況下，代表著澳洲在香港的利益，但外交部的辦公室仍設在專員公署內。
1972年，澳洲貿易專員公署獲升格為澳洲專員公署，使公署能夠提供不同的外交及領事服務。這項改變令澳洲專員公署由澳洲工業及貿易部轉為隸屬澳洲外交部。
1986年1月1日，澳洲專員公署改稱為澳洲駐港總領事館，與澳洲其他駐外使領館看齊，而 Penny Wensley 獲委任為首位駐港總領事。  相反，其他英聯邦國家，例如新加坡，則繼續以澳洲專員公署的牌頭工作。有關安排一直維持到香港主權移交為止。
1996年8月香港回歸前，澳洲外交部長唐納與中國外交部長錢其琛簽署協議，確認澳洲駐港總領事館的地位在1997年7月1日以後繼續維持。

## 竊案
2015年5月1日，位於香島道39號的總領事官邸遇劫。
2020年10月3日，該館再度遇竊。

## 歷任館長

### 澳洲貿易專員，1946—1972
| 姓名             | 上任       | 離任       | 備註          |
| Reginald Hazzard | 1946年     | 1949年     |               |
| Hugh Wrigley     | 1949年     | 1952年     |               |
| Harry Menzies    | 1953年     | 1956年     | [ 15 ] [ 16 ] |
| George Patterson | 1957年     | 1960年     |               |
| John Allgrove    | 1960年     | 1966年     |               |
| P. R. Searcy     | 1966年     | 1970年10月 |               |
| R. Barcham       | 1970年10月 | 1972年3月  | [ 17 ]        |

### 澳洲專員，1972—1986
| 姓名               | 上任           | 離任           | 備註   |
| R. Barcham         | 1972年3月1日   | 1972年5月10日  |        |
| Ivor Gordon Bowden | 1972年5月10日  | 1974年6月27日  |        |
| H. D. White        | 1974年6月27日  | 1976年11月26日 |        |
| Ian Haig           | 1976年11月26日 | 1979年4月21日  |        |
| Ian Nicholson      | 1979年4月21日  | 1982年6月3日   |        |
| Donald Horne       | 1982年6月3日   | 1986年12月31日 | [ 18 ] |

### 澳洲駐香港總領事
| 姓名   | 英語名            | 上任          | 離任           | 備註          |
| 文思麗 | Penny Wensley     | 1986年1月1日  | 1989年         | [ 19 ]        |
|        | Geoff Bentley     | 1989年        | 1992年         | [ 20 ]        |
| 梅卓琳 | Jocelyn Chey      | 1992年        | 1995年         | [ 21 ]        |
|        | Geoff Walsh       | 1995年        | 1998年6月      | [ 22 ]        |
| 貝素珊 | Susan Boyd        | 1998年6月     | 1999年7月      | [ 23 ]        |
|        | Bill Tweddell     | 1999年7月     | 2002年1月      | [ 24 ]        |
| 吳大偉 | David O'Leary     | 2002年1月     | 2005年1月      | [ 25 ]        |
| 柯穆瑞 | Murray Cobban     | 2005年1月     | 2008年4月      | [ 26 ]        |
| 黎士德 | Les Luck          | 2008年4月     | 2011年10月     | [ 27 ] [ 28 ] |
| 田博   | Paul Tighe        | 2011年10月    | 2017年4月3日   | [ 29 ] [ 30 ] |
| 彭朗寧 | Michaela Browning | 2017年4月3日  | 2020年         | [ 31 ]        |
| 華怡德 | Elizabeth Ward    | 2020年10月4日 | 2023年10月18日 |               |
| 韋嘉鋒 | Gareth Williams   | 2023年11月2日 |                |               |

## 其他
- 香港與澳洲關係
  - 香港駐悉尼經濟貿易辦事處

## 外部連結
- 澳洲駐香港及澳門總領事館